# Sas (vuurwerk)
Een sas of pyrotechnisch mengsel is een mengsel van een brandstof reductor, een oxidator en een effectmaker, één of meer  stoffen, dat deflagreert. Een beoogd effect is veel geluid, meestal een knal, lichtflitsen, vonken, rook, traangas e.d.
Als zuurstofleverende stoffen kunnen bijvoorbeeld nitraten, chloraten, perchloraten, permanganaat en sommige oxiden of peroxiden worden gebruikt. Als reducerende stoffen kunnen stoffen zoals suiker, hars, koolstof, rubber en kunstharsen, alsook anorganische stoffen zoals zwavel worden gebruikt. Als effectmaker voor bepaalde lichteffecten worden vaak metaalpoeders toegevoegd. Voor kleureffecten overdag worden vaak kleurstoffen gebruikt.
Buskruit is een veel voorkomend basismengsel in gebruikte sassen vuurwerk.
Flashmengsels zijn mengsels, die bestaan uit een oxidator en een metaalpoeder van magnesium, aluminium of beide. De oxidator is meestal kaliumnitraat, kaliumperchloraat of kaliumchloraat. Ook natriumzouten van chloorzuur en perchloorzuur worden voor de oxidator in deze mengsels gebruikt.
Kaliumpermanganaat wordt ook als oxidator gebruikt, maar nooit in commercieel vuurwerk. Deze oxidator wordt sterk afgeraden omdat het een zeer gevoelige stof is die erg snel reageert. Veel flashmengsels zijn redelijk tot zeer gevoelig voor stoot- of wrijfbewegingen. De meeste flashmengsels branden zeer snel, of detoneren zelfs. Veiligheid is met deze composities geboden.